# Violência arbitrária
O crime de violência arbitrária está previsto no artigo 322 do Código Penal Brasileiro.
Para a maioria da doutrina penal, esse artigo foi revogado pela Lei n. 4898/65, que trata do abuso de autoridade. Mas para o Supremo Tribunal Federal e para a minoria da doutrina ainda está a viger.
É um crime praticado por funcionário público, que em função do cargo, age não contra a Administração Pública, mas contra o administrado, agredindo-o.
Mesmo que grande parte da atuação pública exija violência, são violências toleradas pela lei. O presente crime se refere a violência ilegal, arbitrária, fora dos parâmetros permitidos.
O servidor responde pela violência física causada, por exemplo, o braço quebrado, porta arrebentada ou pneu furado, e também pelo referido crime, quando houver abuso.
Este crime não acontece quando o agente pratica apenas grave ameaça contra terceiros.